# Stuart Island (British Columbia)
Stuart Island ist eine Insel zwischen dem Festland der kanadischen Provinz British Columbia und der vorgelagerten Insel Vancouver Island. Stuart Island gehört zum Strathcona Regional District und wird der Inselgruppe Discovery Islands zugerechnet. Innerhalb der Inselgruppe gehört Stuart Island zusammen mit Read Island, Rendezvous Islands sowie Sonora Island zu den sogenannten Outer Discovery Islands.
| Cordero Channel → Dent Island                   | Cordero Channel → Festland                  | Bute Inlet            |
| Cordero Channel → Gillard Islands/Sonora Island | Kompassrose, die auf Nachbargemeinden zeigt | Bute Inlet → Festland |
| Calm Channel → Maurelle Island                  | Calm Channel                                | Bute Inlet → Festland |

Offizielle Gemeinden gibt es auf der Insel nicht. Die Insel ist nicht mit einer öffentlichen Fähre erreichbar und befindet sich weitgehend in Privatbesitz. Der Siedlungsschwerpunkt liegt im Westen der Insel an der „Big Bay“, wo sich mit dem Big Bay Water Aerodrome (IATA-Code: YIG, TC-LID: CAF6) auch ein Wasserflughafen befindet, sowie im Nordwesten der Insel, wo sich eine kurze private Start- und Landbahn befindet.

## Name
Benannt wurde Stuart Island, ebenso wie das nordöstlich gelegene Bute Inlet, im Jahr 1792 von Kapitän George Vancouver nach John Stuart, 3. Earl of Bute (1713–1792), einem britischen Politiker und Premierminister.